# Weiss (Automarke)
Weiss war eine ungarische Automarke.

## Unternehmensgeschichte
Das Unternehmen Manfréd Weiss Stahl- und Metallwerke AG Csepel aus Budapest stellte zwischen 1920 und 1930 Automobile in Lizenz her, die als Weiss vermarktet wurden.

## Fahrzeuge
Es entstanden Fahrzeuge nach Lizenzen der italienischen Hersteller Ansaldo, FIAM, OM und SAM. Das FIAM-Lizenzmodell war ein Kleinwagen.